# Instituto Buena Bista
Het Instituto Buena Bista (IBB) is het centrum voor hedendaagse kunst op Curaçao, gevestigd op het terrein van een psychiatrische kliniek in Willemstad.

## Geschiedenis
Beeldend kunstenaars David Bade en Tirzo Martha ontmoetten elkaar in 2003. Beiden waren maatschappelijk betrokken en actief in diverse kunstprojecten, maar wilden ook kansen bieden aan jongeren die hun creatieve talenten willen ontwikkelen. Samen met kunsthistorica Nancy Hoffmann richtten zij in 2006 het IBB op. Bade en Martha vormen de directie van de school. Een van de eerste studenten was Johanna Franco Zapata. Zij werkt thans aan het IBB als docent en studentenbegeleider.
Naast opleidingsmogelijkheden voor lokale kunstenaars organiseert het IBB een groot aantal sociaal-culturele projecten met ouderen, scholieren, psychiatrische patiënten en jonge delinquenten. Het verzorgt een artist-in-residenceprogramma en creëert een Museum van Contemporaine Kunst waar van elke gastkunstenaar een kunstwerk is opgenomen. In 2016 werd het tienjarig bestaan gevierd met de overzichtstentoonstelling en summer school All you can art, een samenwerking met de Kunsthal in Rotterdam. Sindsdien vindt deze manifestatie jaarlijks plaats.

## Onderwijs
De basis van het IBB is een vooropleiding voor jongeren tussen de veertien en vijfentwintig jaar die een vervolgopleiding aan een kunstacademie of een andere creatieve opleiding ambiëren. Zij krijgen een tweejarige creatieve of kunstzinnige opleiding en worden desgewenst begeleid naar een opleiding aan een kunstacademie in Nederland. Een belangrijk element van de opleiding is kennisoverdracht door de gastkunstenaars. Het IBB biedt een oplossing voor de gebrekkige creatieve educatie in het reguliere onderwijssysteem. Hierdoor beginnen de jongeren met een sterkere basis aan hun vervolgopleiding en het stelt hen in staat een andere visie (buena bista) te ontwikkelen op hun land, hun toekomst en zichzelf.
In 2016 ontving IBB de PBCCG Cultuurprijs voor zijn verdiensten op het gebied van de talentontwikkeling en kunsteducatie.

## Sponsors
Het IBB krijgt subsidie van het Mondriaan Fonds, Stichting Doen en verschillende kleinere fondsen op incidentele basis. Elk jaar krijgen vier studenten een toelage van het Prins Bernard Cultuurfonds Caribisch Gebied, en enkele studenten worden gesponsord door het plaatselijke bedrijfsleven.

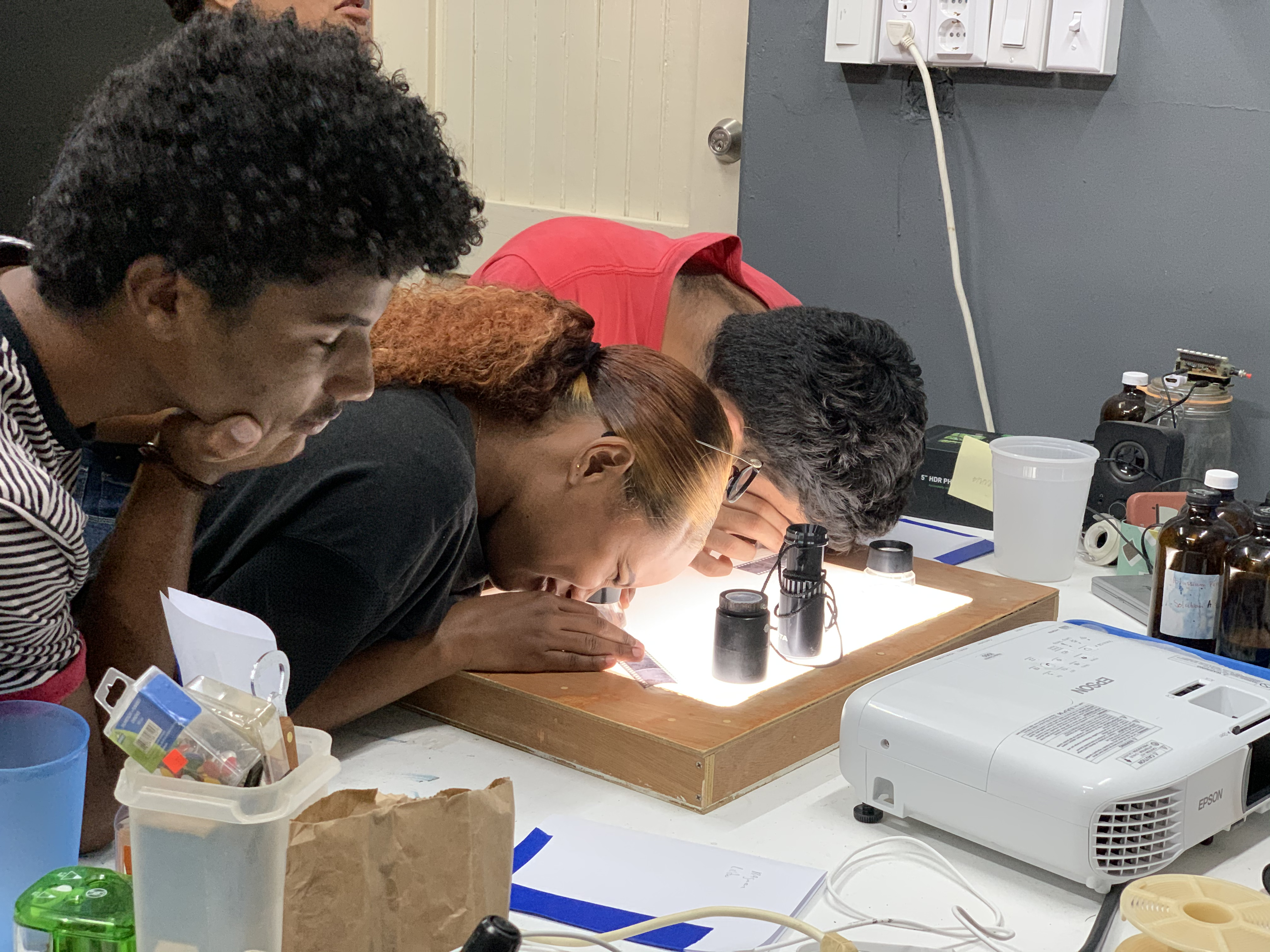
Studenten van het IBB
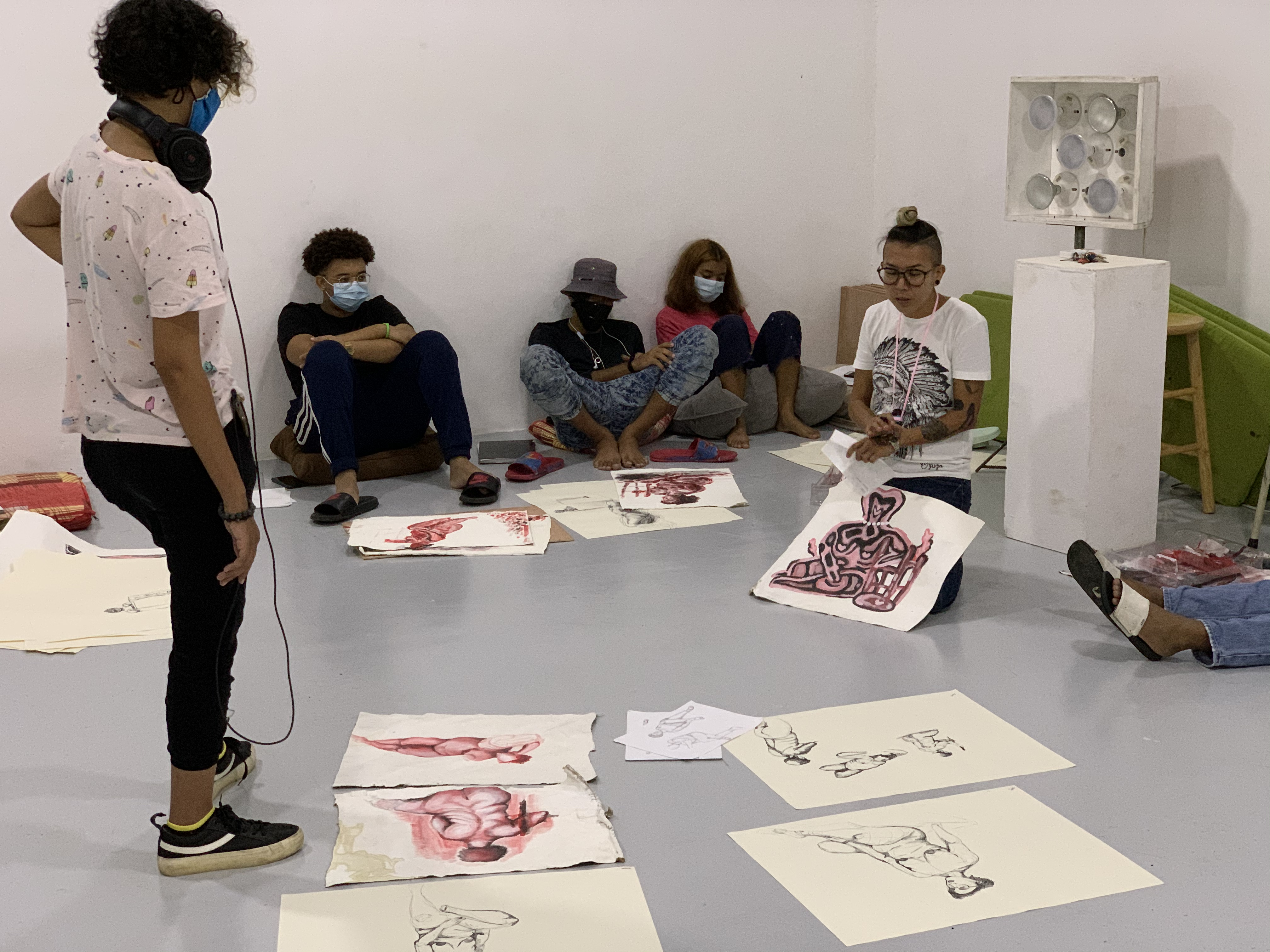
Johanna Franco Zapata geeft les aan studenten
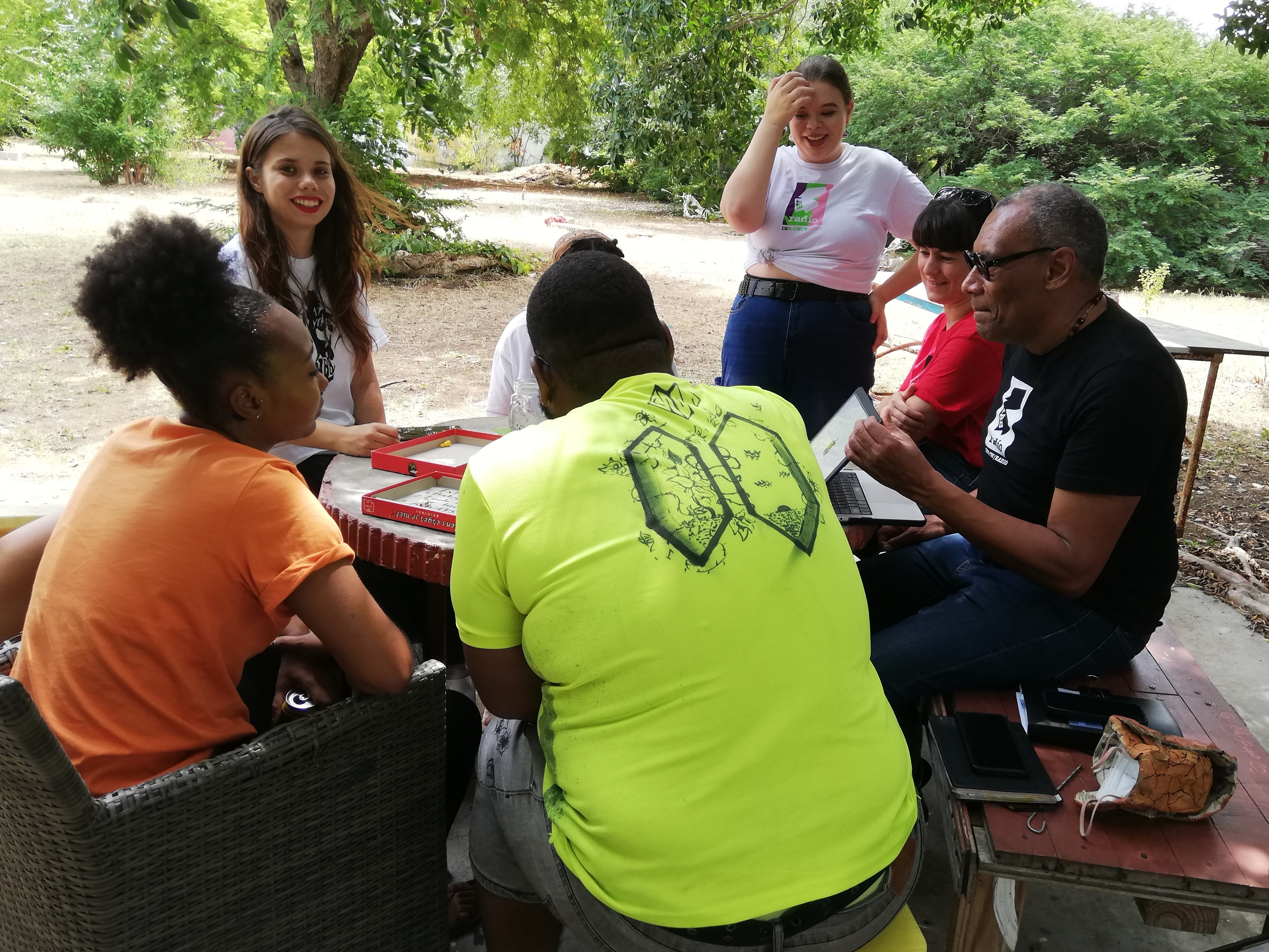
Tirzo Martha met studenten